# Евротур (фильм)
«Евроту́р» (англ. EuroTrip) — американская молодёжная приключенческая комедия 2004 года.

## Сюжет
События фильма происходят в 2004 году и начинаются в американском городе Хадсон, штат Огайо. Вчерашнего школьника Скотта Томаса прямо перед выпускным вечером бросает подруга Фиона, а на вечеринке новый избранник Фионы, школьный рокер Донни, унижает Скотта песней «Scotty Doesn't Know» (рус. «Скотти не знает»), в которой поёт о том, что Фиона изменяет ему. Скотти дружит по переписке с Микки, девушкой из Германии, но не знает этого и принимает её за парня по имени Майк. После вечеринки изрядно выпивший Скотт, прочитав сообщение Микки о приезде в Америку и встрече с ним, внимает совету своего лучшего друга Купера о том, что его «друг по переписке» может оказаться сексуальным маньяком, называет её «больной извращенкой» и отвечает отказом. Утром он узнаёт от младшего брата правду. Поняв свою ошибку, Скотт пытается извиниться, но Микки закрывает свой e-mail, и Скотти, решив попросить у неё прощения лично, отправляется с Купером в Европу. Купер присоединяется к Скотти, так как хочет испытать перед колледжем опыт «безумного европейского секса».
Устроившись работать курьерами в почтовую компанию, друзья попадают в Лондон, где случайно знакомятся с фанатской группировкой клуба «Манчестер Юнайтед» во главе с неким Безумным Мэнардом, которые принимают их в своё братство. Вместе с фанатами они отправляются на континент в столицу Франции Париж, где встречают своих друзей, близнецов Дженни и Джейми, которые затем решают сопровождать их в путешествии в Берлин.
Однако следующая их остановка оказывается в Кань-сюр-Мер, где ребятам приходится бежать от обезумевших нудистов. Затем они прибывают в Амстердам, где Джейми грабят в момент минета. Там же Купер сталкивается с доминой в местном ночном клубе. Четвёрке, оставшейся без денег, приходится добираться до Берлина автостопом, но из-за того, что Скотт плохо понимает немецкий язык, вместо столицы ФРГ они попадают в Братиславу, стране, ещё не избавившейся от идеологического наследия Восточного блока, и благодаря выгодному обменному курсу валюты развлекаются как миллионеры. Из Братиславы компания едет в Берлин на автомобиле Škoda Favorit Pick-up, но там они узнают от отца Микки, что она поехала туристкой в Рим. Ребята выезжают в Рим и Ватикан. Они оказываются в резиденции главы католической церкви и случайно инициируют процедуру, связанную со смертью Папы и избранием папской курией нового понтифика. В толпе, собравшейся на Площади Святого Петра, Скотти замечает Микки, но его и Купера задерживает папская гвардия. Оказавшиеся в толпе фанаты «Манчестера» во главе с Мэнардом отбивают ребят.
Всё заканчивается счастливо. Скотти уединяется с Микки, и они занимаются сексом в исповедальне. После они договариваются продолжать дружбу по переписке. Джейми подписывает контракт с оказавшимся в группе туристов путешественником Артуром Фроммером, автором путеводителя, который Джейми всегда держал под рукой. Ребята улетают назад на родину. В самолёте Купер и Дженни испытывают «безумный европейский секс». В концовке Скотти поступает в колледж. Он с удивлением и радостью узнаёт, что Микки тоже поступила в колледж да ещё и оказалась его соседкой по комнате.

## В ролях
| Актёр              | Роль                                             |
| ------------------ | ------------------------------------------------ |
| Скотт Мекловиц     | Скотт Томас                                      |
| Джейкоб Питтс      | Купер Харрис                                     |
| Мишель Трахтенберг | Дженни                                           |
| Трэвис Уэстер      | Джейми                                           |
| Джессика Бёрс      | Микки                                            |
| Кристин Крук       | Фиона                                            |
| Винни Джонс        | Сумасшедший Мэйнард                              |
| Жан-Поль Ману      | Человек-робот                                    |
| Патрик Рапольд     | Кристоф                                          |
| Фред Армисен       | итальянец в поезде                               |
| Люси Лоулесс       | мадам Вандерсексс                                |
| Стив Хайтнер       | зелёный эльф                                     |
| Раде Шербеджия     | словак Тибор                                     |
| Патрик Малахайд    | Артур Фроммер                                    |
| Джек Марстон       | Папа римский Иоанн Павел II                      |
| Ниял Исхаков       | Берт                                             |
| Джоанна Ламли      | сотрудница хостела                               |
| Егор Гринберг      | Генрих                                           |
| Яна Палласке       | Анна девушка в магазине Camera Store             |
| Мэтт Деймон        | Донни                                            |
| Анета Шмрхова      | девушка в клубе Вандерсексс, в титрах не указана |

## Отзывы
На агрегаторе Rotten Tomatoes фильм имеет 47% «свежести» на основе 120 отзывов — в среднем 5,1/10. Консенсус критиков сайта гласит: «Путешествие, в которое стоит отправиться, если вас не оскорбляют беспричинная нагота и безвкусица». На Metacritic фильм набрал 45 баллов из 100 на основе 30 рецензий, что соответствует «смешанным или средним отзывам».

## Сборы
Фильм вышел в прокат в Соединённых Штатах и Канаде 20 февраля 2004 года в 2512 кинотеатрах. За первые выходные фильм собрал в прокате 6,7 миллиона долларов. В дальнейшем он собрал 17,8 миллиона долларов в Соединённых Штатах и Канаде и 3 миллиона долларов на других территориях, что в общей сложности составило чуть меньше 20,8 миллиона долларов по всему миру.

## Саундтрек
Список композиций
1. «Scotty Doesn’t Know» — Lustra
2. «My Generation» — Chapeaumelon[англ.] (The Who cover)
3. «Wild One[англ.]» — Wakefield[англ.]
4. «99 Red Balloons» — Goldfinger (Nena cover)
5. «In the City» — The Jam
6. «Shooting Stars» — Cauterize[англ.]
7. «Nonchalant» — Chapeaumelon
8. «The Bad Touch» — Bloodhound Gang
9. «Scotty Doesn’t Know» (Euro Version) — MC Jeffsky
10. «Make My Dreams Come True» — Apollo 440
11. «Du» — Дэвид Хассельхофф (Peter Maffay[англ.] cover)
12. «Les Promesses» — Autour De Lucie[англ.]
13. «Walking in the Clouds» — Basement Jaxx
14. «I Love Marijuana» — Linval Thompson[англ.]
15. «Turn It Up» — Ugly Duckling
16. «Get Loose» — The Salads[англ.]